# Miraklet (1962)
Miraklet (originaltitel: The Miracle Worker) är en amerikansk biografisk dramafilm från 1962, i regi av Arthur Penn.

## Handling
Filmen handlar om den unga lärarinnan Anne Sullivan (Anne Bancroft) och hennes framgångsrika arbete med att undervisa den dövstumma och blinda Helen Keller (Patty Duke). Till sist lyckas hon få henne att kommunicera med omvärlden.

## Rollista
| Anne Bancroft | – Anne Sullivan  |
| Patty Duke    | – Helen Keller   |
| Victor Jory   | – Captain Keller |
| Inga Swenson  | – Mrs. Keller    |
| Andrew Prine  | – James Keller   |

## Priser och utmärkelser
Anne Bancroft vann en Oscar för bästa kvinnliga huvudroll och Patty Duke vann en Oscar för bästa kvinnliga biroll.